# Gertruda von Hohenberg
Gertruda von Hohenberg (ur. ok. 1225, zm. 16 lutego 1281 w Wiedniu) – królowa Niemiec, córka hrabiego Burcharda V von Hohenberg i Mechtyldy z Tybingi, córki hrabiego palatyna Rudolfa II. Wywodziła się ze starego szwabskiego rodu, będącego boczną linią rodu (Hohen)zollernów.
W styczniu 1245 r. poślubiła hrabiego Habsburga Rudolfa IV (1 maja 1218 - 15 lipca 1291), syna hrabiego Albrechta IV i Jadwigi, córki hrabiego Kyburga Ulryka. Rudolf i Gertruda mieli razem czterech synów i sześć córek:
- Matylda (1251/1253 - 23 grudnia 1304), urodzona w Rheinfelden (Baden), zmarła w Monachium, żona księcia Bawarii Ludwika II Wittelsbacha
- Albrecht I (lipiec 1255 - 1 maja 1308), król Niemiec
- Katarzyna (1256 - 4 kwietnia 1282), zmarła w Landshut, żona księcia bawarskiego Ottona III, późniejszego pretendenta do tronu Węgier
- Agnieszka (ok. 1257 - 11 października 1322), zmarła w Wittenberdze, żona Albrechta II Askańczyka
- Jadwiga (zm. 1285/1286), żona Ottona VI, margrabiego brandenburskiego
- Klemencja (ok. 1262 - po 7 lutego 1293), żona Karola Martela Andegaweńskiego
- Hartmann (ok. 1263 - 21 grudnia 1281), urodził się w Rheinfelden (Baden), utonął w Renie
- Rudolf II (1270 - 10 maja 1290), książę Austrii
- Guta (13 marca 1271 - 18 czerwca 1297), żona króla Czech Wacława II
- Karol (ur. i zm. 1276 r.)

Dzięki temu małżeństwu Rudolf uzyskał wniesione mu przez żonę w posagu posiadłości w Alzacji. Mąż Gertrudy został wybrany 29 września 1273 r. na króla Niemiec jako Rudolf I. Wybór ten zawdzięczał w dużej mierze poparciu jakie udzielił mu kuzyn Gertrudy, burgrabia Fryderyk III Norymberski. Rudolf i Gertruda zostali koronowani 24 października 1273 w Akwizgranie.
Gertruda zmarła w 1281. Została pochowana w katedrze w Bazylei. Jej mąż poślubił później Izabelę Burgundzką.